# Antiquarium di via del Seminario
L'Antiquarium di via del Seminario è un sito archeologico della città di Trieste, dove si conserva una sezione delle mura romane.

## Datazione
I resti archeologici dell’Antiquarium di via del Seminario sono tra i più antichi presenti a Trieste; risalgono, infatti, alla tarda Repubblica, ossia alla fine del I secolo a.C. Si riferiscono allo stesso periodo anche la domus nell'Antiquarium di via Donota e il teatro romano.

## Descrizione dei resti archeologici
Nell'Antiquarium si osserva un tratto delle mura, fatte costruire da Ottaviano (quando questi non aveva ancora assunto il titolo di Augusto) tra il 33 e il 32 a.C. per la difesa della colonia di Tergeste. Il tratto conservato è lungo 4 metri e largo 2,4 metri; le facce esterne delle mura sono costituite da blocchi di arenaria, mentre il riempimento interno è di sabbia mista a roccia. Alla base delle mura è visibile un canale per lo scolo dell'acqua.
Tra la metà del I e il II secolo d.C., le mura persero la loro originaria funzione difensiva, venendo reimpiegate come parte di un sistema di terrazzamenti, che coinvolgeva tutto il versante del colle di San Giusto rivolto al mare. A ridosso del tratto murario, infatti, è stato riportato alla luce un vano con pavimentazione in opus spicatum, ossia in mattoni rettangolari disposti a spina di pesce, dove sono stati trovati anche alcuni frammenti di anfore: tale ambiente è stato interpretato come una vasca per la lavorazione dell'olio. Quest'area dell'antica Tergeste, effettivamente, era destinata alle attività produttive.

## Informazioni sulle visite
L'Antiquarium è aperto al pubblico soltanto al sabato mattina (di solito segue l'orario 10.00-12.00 - in estate anche 16.00-18.00); altrimenti si possono prenotare delle visite contattando la Soprintendenza per i beni archeologici del Friuli Venezia Giulia (tel. 040-4527511).